# Rodrigo Tello
Rodrigo Álvaro Tello Valenzuela (født 14. oktober 1979 i Santiago, Chile) er en chilensk tidligere fodboldspiller, der spillede som midtbanespiller. Gennem karrieren repræsenterede han blandt andet Universidad Chile i sit hjemland, portugisiske Sporting Lissabon, samt en andre tyrkiske klubber, Beşiktaş og Eskişehirspor.

## Landshold
Tello nåede i sin tid som landsholdsspiller (2000-2010) at spille 36 kampe og score tre mål for Chiles landshold, som han debuterede for i år 2000. Han har siden da repræsenteret sit land ved OL i Sydney i 2000 og Copa América i 2007, ligesom han blev udtaget til VM i 2010 i Sydafrika.